# Нойдроссенфельд
Нойдроссенфельд (нем. Neudrossenfeld) — община в Германии, в земле Бавария.
Подчиняется административному округу Верхняя Франкония. Входит в состав района Кульмбах. Население составляет 3931 человек (на 31 декабря 2010 года). Занимает площадь 50,24 км².
Коммуна подразделяется на 45 сельских округов.

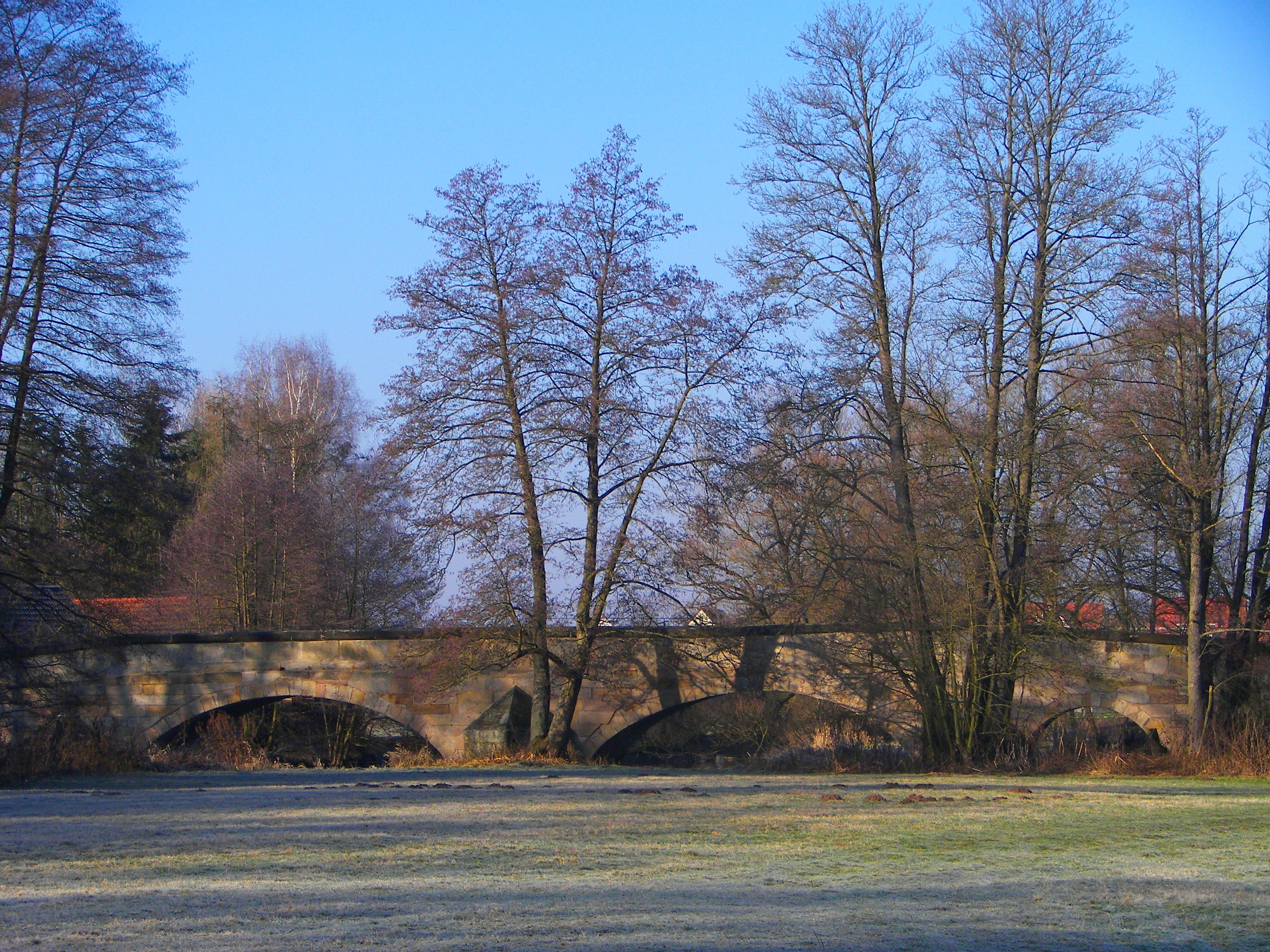
Old bridge over Roter Main river

## Население
По оценке на 31 декабря 2015 года население общины Нойдроссенфельд составляет 3798 чел. 

| Дата      | 1840 | 1871 | 1900 | 1925 | 1939 | 1950 | 1961 | 1970 | 1987 | 2011 |
| --------- | ---- | ---- | ---- | ---- | ---- | ---- | ---- | ---- | ---- | ---- |
| Население | 2852 | 3120 | 3054 | 2871 | 2816 | 3893 | 3185 | 3009 | 3002 | 3875 |

| Год       | 1960 | 1970 | 1980 | 1990 | 2000 | 2009 | 2010 | 2011 | 2012 | 2013 | 2014 | 2015 |
| --------- | ---- | ---- | ---- | ---- | ---- | ---- | ---- | ---- | ---- | ---- | ---- | ---- |
| Население | 3125 | 3000 | 2976 | 3162 | 3839 | 3939 | 3931 | 3879 | 3843 | 3827 | 3807 | 3798 |